# Angus Morton
Pour les articles homonymes, voir Morton.
Angus Morton, né le 11 juillet 1989 à Sydney, est un coureur cycliste australien. Son frère Lachlan est également coureur cycliste professionnel.

## Biographie
Il réalise avec son frère Lachlan des documentaires sur leur long périple en Australie de 2 500 km entre Sydney et Uluru, et aux États-Unis entre Boulder et Moab en compagnie de Taylor Phinney.
Il réalise Crits Dreams, un film sur une saison à l'American Criterium Cup de Danny Summerhill.

## Palmarès
- 2014
  - 3e du Jelajah Malaysia[3]

## Classements mondiaux
| Année            | 2010 | 2011 | 2012 | 2013 | 2014 | 2015 |
| ---------------- | ---- | ---- | ---- | ---- | ---- | ---- |
| UCI Asia Tour    |      |      |      |      | 180e |      |
| UCI Europe Tour  | 816e |      |      |      |      |      |
| UCI Oceania Tour |      |      |      |      |      | 46e  |